# Trinidad (nao)
La Trinidad fue el buque insignia de Fernando de Magallanes en su viaje a las islas de las especias. A diferencia de la Victoria de Juan Sebastián Elcano, que volvió a España cruzando el Índico, la Trinidad falló al tratar infructuosamente de navegar al este a través del Pacífico intentando llegar a Nueva España (actual México).

## Historial
La Trinidad era una nao de 110 toneles (132 toneladas), con un coste de 270 000 maravedíes. Tenía velas cuadradas en la proa y mástiles principales y un palo de mesana latina. Su tripulación original era de 62 marineros.
Después de la muerte de Magallanes y el incendio de la Concepción, la Victoria y la Trinidad alcanzaron Tidore, en las islas Molucas, el 8 de noviembre de 1521. A mediados de diciembre ambas naves intentaron partir cargadas con clavo, pero la Trinidad casi de inmediato comenzó a hacer agua. La inspección demostró que el problema era grave. Se acordó que la Victoria partiría para España y la Trinidad permanecería allí para realizar reparaciones.
El 6 de abril de 1522, la Trinidad zarpó de Tidore cargada con 50 toneladas de clavo. Su comandante era Gonzalo Gómez de Espinosa, el alguacil (hombre de armas) de Magallanes, un buen soldado, pero no un marino. Después de diez días la Trinidad alcanzó la costa de una de las Marianas, donde tres hombres desertaron, y luego se dirigió al noreste. Espinosa al parecer estaba tratando de coger los vientos del oeste, pero no los encontró, probablemente por el monzón de verano. Alcanzó el paralelo 42° o 43° norte con cada vez peor tiempo. Se declaró el escorbuto, en última instancia, matando a 30 hombres y dejando solo 20 para navegar en el barco. Cinco meses después de zarpar, se dio la vuelta y dos meses más tarde regresó a las Molucas.
El mes de mayo anterior una flota de siete naves portuguesas bajo António de Brito llegó a Tidore, tratando de detener a Magallanes. Espinosa envió una carta a Brito rogándole suministros. Brito envió un grupo armado para capturar la Trinidad, pero, en lugar de la resistencia armada, solo encontraron un barco a punto de hundirse y una tripulación cerca de la muerte. La Trinidad navegó de regreso a Ternate donde sus velas y aparejos fueron retirados. El barco fue atrapado en una tormenta y se hizo pedazos.

## Supervivientes
Solo cuatro de los sobrevivientes regresaron a Europa. Juan Rodríguez escapó en un barco portugués. Los tres restantes —el comandante Espinosa, Ginés de Mafra, marino y cronista de la expedición, y el artillero noruego Hans Vargue (o Bergen)— pasaron dos años en trabajos forzados antes de ser enviados a Lisboa, pasando más años en la cárcel. Vargue murió en la prisión portuguesa. Las últimas noticias de Espinosa, son de 1543 como inspector español de buques.
De Mafra, el último puesto en libertad debido a los muchos documentos que poseía (que había salvado), con el tiempo se convirtió en un piloto, en parte debido a la experiencia que adquirió con la expedición de Magallanes. En 1541 fue nombrado piloto del San Juan de Letrán en la expedición de Ruy López de Villalobos; dos años más tarde, averiado en una isla de Filipinas, escribió sobre la expedición de Magallanes en la espera de reparaciones navales. De aquí que la expedición de Magallanes fuera recordada favorablemente por la realeza, y en última instancia, con 29 otros hombres optó por permanecer en las Filipinas en lugar de reanudar viaje con la fracasada expedición de Villalobos. Las notas de De Mafra permanecieron inéditas hasta ser descubiertas en 1920.